# Єлісєєв Євген Володимирович
Євге́н Володи́мирович Єлісє́єв (нар. 6 березня 1989, Запоріжжя) — український футболіст, захисник.

## Життєпис
Вихованець футбольних шкіл запорізького «Металурга» та донецького «Шахтаря». У клубній системі «Шахтаря» виступав за третю команду, 2007 року перейшов до друголігового черкаського «Дніпра». У «Десні» — з липня 2009 року.
30 вересня 2016 року опинився в заявці київського «Арсенала», але вже 6 жовтня залишив команду.